# Kennedale, Texas
Kennedale là một thành phố thuộc quận Tarrant, tiểu bang Texas, Hoa Kỳ. Năm 2010, dân số của xã này là 6763 người.

## Dân số
- Dân số năm 2000: 5850 người.
- Dân số năm 2010: 6763 người.